# Földi István (író)
Földi István (Kézdivásárhely, 1903. április 23. – Dombóvár, 1967. június 28.) pedagógus, író, lapszerkesztő, tankönyvíró.

## Élete
Erdélyben született. Elemi és középiskoláit szülővárosában végezte, a Minoritarendi Főgimnáziumban érettségizett 1921-ben, majd Budapesten tanult a Képzőművészeti Főiskolán. 1929-től szülőföldjén – de már Romániában – kezdett tanítani. A történelmi változások során ismét magyar fennhatóság alá került Erdélyben 1941-től a székely vármegyék népművelését irányította.
A második világháború után Budapestre költözött családjával. 1946-ban a Tolna vármegyében letelepített székely gyermekeknek Tevelen iskolát szervezett Kőrösi Csoma Sándor Székely Tanintézet néven. 1953-ban Dombóvárra került és nyugdíjba vonulásáig, 1967-ig a Gőgös Ignác Gimnázium igazgatóhelyettese volt.

## Munkássága, irodalmi kapcsolatai
1930-ban szerkesztésében jelent meg Sepsiszentgyörgyön a Délkelet című hetilap, 1931-től 1941-ig a Székelyföld című hetenként kétszer megjelenő újság. 1941-től 1944-ig Sepsiszentgyörgyön népművelési titkár s a Székely Nép című napilap főmunkatársa.
Több pedagógiai témájú írása jelent meg a szaklapokban. Fontosabb művei a Nemerefúvás (1937) és a Gábor Áron (1942) című regénye. Nagy jelentőségűek szociográfiai írásai is, például Századelő az udvartereken, amely a Mádéfalvától a Dunántúlig című monográfiával együtt csak halála után jelent meg. Könyv formába rendezett önéletrajzi visszaemlékezése Székelynek születtem címmel 2014-ben került kiadásra szülőföldjén. Színműveket is írt, 1955-ben Kőrösi Csoma Sándor címmel írt színdarabot, amelyet a dombóvári gimnázium tanulói Gömöry József tanár rendezésében mutattak be.
Az erdélyi írókat szinte mind ismerte személyesen, de a háború után nem tudott kapcsolatot tartani velük, csak Tamási Áronnal találkozott néha. Igen meghitt barátság fűzte Domokos Pál Péterhez is.

## Emlékezete
- Szülővárosában utcát neveztek el róla.[2][3] – 2007
- Kerámia portréja megtalálható Dombóváron az Ivanich üzletház árkádjában a Dombóvári Pantheonban – 2012
- Dombóváron könyvtárat neveztek el róla – 2018
- Gábor Áron emlékezete; összeáll. Szőcs Géza; magánkiadás, Kézdivásárhely, 2007